# إينا هاردويك
إينا هاردويك (بالإنجليزية: Éanna Hardwicke)‏ هو ممثل ايرلندي من مواليد 21 أكتوبر 1996. بدأ حياته المهنية كممثل طفل في فيلم كونور ماكفرسون الكسوف (2009).

## روابط خارجية
- إينا هاردويك على موقع IMDb (الإنجليزية)
- إينا هاردويك على موقع روتن توميتوز (الإنجليزية)
- إينا هاردويك على موقع ألو سيني (الفرنسية)
- إينا هاردويك على موقع قاعدة بيانات الفيلم (الإنجليزية)
- إينا هاردويك على موقع كينوبويسك (الروسية)